# 携帯彼氏
『携帯彼氏』（けいたいかれし）は、kagenによる日本のケータイ小説。
2009年に映画化された。

## 概要
携帯Webサイト・「魔法のiらんど」に掲載されて約180万人の読者を記録している。2008年2月27日に書籍化された。
本編および続編の『携帯彼女』『携帯彼氏+(プラス)』『携帯彼女+(プラス)』が映像化されている。これを原作とした携帯電話ゲーム『携帯彼氏2』もMobageとGREEで提供されていた。

## あらすじ
主人公・里美の友人が謎の怪死を遂げる。友人の死の真相を探るために里美は、事件の原因と目される恋愛シミュレーションゲーム「携帯彼氏」を携帯サイトからダウンロードする。そこには事故で亡くなった里美の恋人で、とある事件の容疑者となっている直人に似たキャラクターがいた。怪奇現象に奮闘する里美は、怪死事件の真実へ近づいていく。

## 刊行情報
- 「携帯彼氏 上」、Kagen著、主婦の友社、2008年2月発売、ISBN 9784072610251
- 「携帯彼氏 下」、Kagen著、主婦の友社、2008年2月発売、ISBN 9784072610312
- 「携帯彼氏」、Kagen著、漣ライカ画、双葉社、2009年10月17日発売、ISBN 9784575333985 - コミック版

## 映画
2009年10月24日公開。配給はGONZO＝シナジー。

### キャスト
- 上野里美：川島海荷[1]
- 小野寺由香：朝倉あき
- 高原直人：石黒英雄
- 五十嵐勝：小木茂光
- 浅沼美紀：星野真里
- 上野悦子：大西結花
- 金田正敏：落合扶樹
- 相川絵里：前田希美
- 斉藤久美：桑江咲菜
- 原田亜希：篠原愛実
- 長内真由美：中川美樹
- 葛城雅也：橋本淳
- 長内和恵：久松郁実
- 携帯ショップ店員：相沢まき
- 山下勇二:岡田光
- 植原卓也、渡辺大輔、安井レイ、百瀬実咲、立川明日香　ほか

### スタッフ
- 監督：船曳真珠
- 脚本：柴田一成
- 音楽：長嶌寛幸
- 主題歌：弓木英梨乃「LφST -「携帯彼氏」 movie version-」
- VFXプロダクション：ゴンゾ、シネグリーオ
- 衣装監修：Hana*chu→
- ポスプロ：HACスタジオ
- 録音スタジオ：シネマサウンドワークス
- ラボ：ヨコシネ ディー アイ エー
- 製作者：原田健、谷井玲、内田康史、川村英己、荻野善之、藪考樹
- 企画：近藤良英（アナハイムエンタテインメント）
- プロデューサー：川端基夫、柴田一成、柳原祥広
- 共同プロデューサー：草野亜紀夫
- 配給：ゴンゾ、シナジー
- 制作プロダクション：ゴンゾ
- 製作：「携帯彼氏」フィルム・パートナーズ（ジェネオン・ユニバーサル・エンターテイメントジャパン、魔法のiらんど、ゴンゾ、アークエンタテインメント、主婦の友社、EMIミュージック・ジャパン、モブキャスト）